# Nokia 6300
Nokia 6300 é um telefone celular produzido pela Nokia. Seu sucessor Nokia 6300i tem o mesmo desenho que o 6300, mas disponibiliza as capacidades WLAN/VoIP. Foi lançado em 2006 valendo 250 euros e um dos aparelhos comercialmente mais rentáveis da empresa em 2006.

## Descrição
Algumas operadoras impedem[carece de fontes?] a utilização de toques personalizados, que são no formato MP3. A solução é converter essas ringtones no formato Windows Media Audio (Wma), ou para uso livre, usar softwares para remover esses impedimentos da operadora.
O telefone suporta cartões de memória MicroSD de até 2 GB, o que significa que o telefone pode ser utilizado praticamente como um MP3 player. Utilizando o Nokia PC Suite, pode-se converter todos os arquivos MP3 em uma biblioteca de música e-AAC, para aumentar a capacidade do cartão.
Tal como a maioria dos outros novos telefones Nokia, este possui uma entrada para um mini-conector USB.
Com a última versão de firmware (6,01 actualmente, não estão disponíveis para alguns locais, tais como modelos norte-americanos) Nokia 6300 é capaz de jogar sem problemas MPEG-4 arquivos com uma resolução QCIF (176 * 144) e uma taxa de quadros de até 25 frames por segundo. O telefone permite ao usuário ver o vídeo clips em tela cheia, modo paisagem e fast-forward/rewind definir o intervalo de alguns segundos a minutos. Além disso, videoclipes podem servir como ringtone para que um vídeo seja exibido quando o celular recebe uma chamada.